# NGC 4309A
NGC 4309A (другие обозначения — VCC 538, PGC 40059) — галактика в созвездии Дева.
Этот объект не входит в число перечисленных в оригинальной редакции «Нового общего каталога» и был добавлен позднее.